# 呉松町
呉松町（くれまつちょう）とは、静岡県浜松市中央区の大字。丁番を持たない単独町名である。住居表示未実施。

## 地理
大草山を擁し、浜名湖に接する浜松市中央区の西北に位置する。

## 世帯数と人口
2018年（平成30年）12月1日現在の世帯数と人口は以下の通りである。
| 町丁   | 世帯数  | 人口    |
| ------ | ------- | ------- |
| 呉松町 | 379世帯 | 1,020人 |

## 小・中学校の学区
市立小・中学校に通う場合、学区は以下の通りとなる。
| 番・番地等 | 小学校             | 中学校             |
| ---------- | ------------------ | ------------------ |
| 全域       | 浜松市立庄内小学校 | 浜松市立庄内中学校 |

## 交通
- かんざんじロープウェイ 大草山駅
- 東名舘山寺バス停
- 遠鉄バス30舘山寺線：（浜松駅 方面 - ）フラワーパーク（ - 舘山寺町・村櫛・浜名湖ガーデンパーク 方面）
- 東名高速道路 舘山寺SIC
- 静岡県道320号引佐舘山寺線
- 静岡県道368号湖東舘山寺線

## 施設
舘山寺町にある舘山寺温泉の外郭部として、観光施設も立地している。
- 富士マリーナ
- 浜名湖かんざんじ荘
- 大草荘
- 国民宿舎紅竹
- 浜名湖グリーンファーム

## その他
夏には舘山寺町との間の内浦湾にて舘山寺温泉灯篭流し花火大会が開催される。

### 日本郵便
- 郵便番号 : 431-1202[3]（集配局：伊左地郵便局[7]）。

### 警察
町内の警察の管轄区域は以下の通りである。
| 番・番地等 | 警察署       | 交番・駐在所 |
| ---------- | ------------ | ------------ |
| 全域       | 浜松西警察署 | 舘山寺町交番 |